# 賴奧萊特 (內華達州)
賴奧萊特（英語：Rhyolite）是位於美國內華達州奈縣的鬼鎮。

## 歷史
賴奧萊特的郵局於1905年設立，其後於1919年停運。

## 地理
賴奧萊特所處的海拔為高於海平面1164米（即3819英呎），而該地所採用的時區為UTC-8，即太平洋时区（PST）。同時該地設有夏令時間，為UTC-8調快一小時，即UTC-7（PDT）。